# Janette Husárová
Janette Husárová (Bratislava, 4 juni 1974) is een voormalig tennisspeelster uit Slowakije. Zij begon met tennis toen zij negen jaar oud was. Haar favoriete ondergrond is gravel. Husárová was actief in het internationale tennis van 1991 tot 2016, voornamelijk in het dubbelspel.

## Loopbaan

### Enkelspel
Husárová won vier ITF-titels. In een WTA-finale stond zij nooit. Haar beste resultaat op de grandslamtoernooien is het bereiken van de vierde ronde, op het Australian Open 2002 waar zij uiteindelijk verloor van Kim Clijsters. Haar hoogste positie op de WTA-ranglijst is de 31e plaats, die zij bereikte in januari 2003.

### Dubbelspel
In totaal won Husárová in het dubbelspel 25 WTA-toernooien. Daarnaast veroverde ze nog zestien titels op het ITF-circuit. Haar beste resultaat op de grandslamtoernooien is het bereiken van de finale, op het US Open 2002. In dat jaar won zij ook het eindejaarstoernooi, geflankeerd door Russin Jelena Dementjeva. Haar hoogste positie op de WTA-ranglijst is de derde plaats, die zij bereikte in april 2003.

#### Gemengd dubbelspel
In deze discipline bereikte Husárová tweemaal de halve finale, eenmaal op Roland Garros 2001 samen met de Tsjech Petr Pála en andermaal op het US Open 2003 met de Tsjech Leoš Friedl aan haar zijde.

### Tennis in teamverband
In de periode 1994–2014 maakte Husárová deel uit van het Slowaakse Fed Cup-team – zij vergaarde daar een winst/verlies-balans van 18–12.

## Posities op deWTA-ranglijst
Positie per einde seizoen:
| jaar | rang enkelspel | rang dubbelspel |
| ---- | -------------- | --------------- |
| 1991 | 482            | 193             |
| 1992 | 320            | 299             |
| 1993 | 82             | 92              |
| 1994 | 144            | 91              |
| 1995 | 100            | 147             |
| 1996 | 76             | 68              |
| 1997 | 375            | 170             |
| 1998 | 136            | 108             |
| 1999 | 186            | 79              |
| 2000 | 151            | 55              |
| 2001 | 75             | 28              |
| 2002 | 33             | 5               |
| 2003 | 125            | 19              |
| 2004 | 213            | 13              |
| 2005 | 334            | 51              |
| 2006 | 983            | 38              |
| 2007 | 747            | 24              |
| 2008 | –              | 38              |
| 2009 | –              | 176             |
| 2011 | –              | 170             |
| 2012 | –              | 57              |
| 2013 | –              | 42              |
| 2014 | –              | 89              |
| 2015 | –              | 93              |
| 2016 | –              | 1091            |

## Palmares
| Legenda                | Legenda                  |
| ---------------------- | ------------------------ |
| Grandslamtoernooi      |                          |
| Olympische Spelen      |                          |
| Year-End Championships |                          |
| tot 2009               | 2009 – 2020 / vanaf 2021 |
| Tier I                 | Premier Mandatory        |
| Tier II                | Premier Five / WTA 1000  |
| Tier III               | Premier / WTA 500        |
| Tier IV & V            | International / WTA 250  |
|                        | Challenger / WTA 125     |

### WTA-finaleplaatsen enkelspel
geen

### WTA-finaleplaatsen vrouwendubbelspel
| nr.              | finale     | toernooi            | ondergrond    | partner                 | tegenstandsters                             | score             |         |
| ---------------- | ---------- | ------------------- | ------------- | ----------------------- | ------------------------------------------- | ----------------- | ------- |
| gewonnen finales |            |                     |               |                         |                                             |                   |         |
| 01.              | 1996-07-21 | WTA Palermo         | gravel        | Barbara Schett          | Florencia Labat Barbara Rittner             | 6-1, 6-2          | details |
| 02.              | 1996-08-11 | WTA Maria Lankowitz | gravel        | Natalia Medvedeva       | Lenka Cenková Kateřina Kroupová             | 6-4, 7-5          | details |
| 03.              | 1997-01-05 | WTA Auckland        | hardcourt     | Dominique Van Roost     | Aleksandra Olsza Elena Wagner               | 6-2, 6-7, 6-3     | details |
| 04.              | 1998-02-22 | WTA Bogota          | gravel        | Paola Suárez            | Melissa Mazzotta Jekaterina Sysojeva        | 3-6, 6-2, 6-3     | details |
| 05.              | 2000-05-14 | WTA Warschau        | gravel        | Tathiana Garbin         | Iroda Tulyaganova Hanna Zaporozjanova       | 6-3, 6-1          | details |
| 06.              | 2001-01-07 | WTA Gold Coast      | hardcourt     | Giulia Casoni           | Katie Schlukebir Meghann Shaughnessy        | 7-6, 7-5          | details |
| 07.              | 2001-02-25 | WTA Bogota          | gravel        | Tathiana Garbin         | Laura Montalvo Paola Suárez                 | 6-4, 2-6, 6-4     | details |
| 08.              | 2001-04-22 | WTA Boedapest       | gravel        | Tathiana Garbin         | Zsófia Gubacsi Dragana Zarić                | 6-1, 6-3          | details |
| 09.              | 2001-07-15 | WTA Palermo         | gravel        | Tathiana Garbin         | MJ Martínez Sánchez Anabel Medina Garrigues | 4-6, 6-2, 6-4     | details |
| 10.              | 2002-02-17 | WTA Doha            | hardcourt     | Arantxa Sánchez Vicario | Alexandra Fusai Caroline Vis                | 6-3, 6-3          | details |
| 11.              | 2002-05-12 | WTA Berlijn         | gravel        | Jelena Dementjeva       | Daniela Hantuchová Arantxa Sánchez Vicario  | 0-6, 7-6, 6-2     | details |
| 12.              | 2002-08-04 | WTA San Diego       | hardcourt     | Jelena Dementjeva       | Daniela Hantuchová Ai Sugiyama              | 6-2, 6-4          | details |
| 13.              | 2002-10-06 | WTA Moskou          | tapijt (i)    | Jelena Dementjeva       | Jelena Dokić Nadja Petrova                  | 2-6, 6-3, 7-6     | details |
| 14.              | 2002-10-27 | WTA Luxemburg       | hardcourt (i) | Kim Clijsters           | Květa Hrdličková Barbara Rittner            | 4-6, 6-3, 7-5     | details |
| 15.              | 2002-11-11 | WTA Championships   | hardcourt (i) | Jelena Dementjeva       | Cara Black Jelena Lichovtseva               | 4-6, 6-4, 6-3     | details |
| 16.              | 2004-02-28 | WTA Dubai           | hardcourt     | Conchita Martínez       | Svetlana Koeznetsova Jelena Lichovtseva     | 6-0, 1-6, 6-3     | details |
| 17.              | 2004-04-18 | WTA Estoril         | gravel        | Emmanuelle Gagliardi    | Olga Blahotová Gabriela Navrátilová         | 6-3, 6-2          | details |
| 18.              | 2004-10-31 | WTA Linz            | hardcourt (i) | Jelena Lichovtseva      | Nathalie Dechy Patty Schnyder               | 6-2, 7-5          | details |
| 19.              | 2005-02-06 | WTA Tokio           | tapijt (i)    | Jelena Lichovtseva      | Lindsay Davenport Corina Morariu            | 6-4, 6-3          | details |
| 20.              | 2006-07-23 | WTA Palermo         | gravel        | Michaëlla Krajicek      | Alice Canepa Giulia Gabba                   | 6-0, 6-0          | details |
| 21.              | 2006-07-30 | WTA Boedapest       | gravel        | Michaëlla Krajicek      | Lucie Hradecká Renata Voráčová              | 4-6, 6-4, 6-4     | details |
| 22.              | 2007-01-06 | WTA Auckland        | hardcourt     | Paola Suárez            | Hsieh Su-wei Shikha Uberoi                  | 6-0, 6-2          | details |
| 23.              | 2007-09-30 | WTA Luxemburg       | hardcourt (i) | Iveta Benešová          | Viktoryja Azarenka Shahar Peer              | 6-4, 6-2          | details |
| 24.              | 2008-07-13 | WTA Boedapest       | gravel        | Alizé Cornet            | Vanessa Henke Ioana Raluca Olaru            | 6-7, 6-1, [10-6]  | details |
| 25.              | 2012-05-05 | WTA Boedapest       | gravel        | Magdaléna Rybáriková    | Eva Birnerová Michaëlla Krajicek            | 6-4, 6-2          | details |
| verloren finales |            |                     |               |                         |                                             |                   |         |
| 01.              | 1993-10-17 | WTA Montpellier     | tapijt (i)    | Dominique Monami        | Meredith McGrath Claudia Porwik             | 6-3, 2-6, 6-7     | details |
| 02.              | 1998-01-10 | WTA Auckland        | hardcourt     | Julie Halard-Decugis    | Nana Miyagi Tamarine Tanasugarn             | 6-7, 4-6          | details |
| 03.              | 1998-01-17 | WTA Hobart          | hardcourt     | Julie Halard-Decugis    | Virginia Ruano Pascual Paola Suárez         | 6-7, 3-6          | details |
| 04.              | 1999-05-09 | WTA Warschau        | gravel        | Amélie Cocheteux        | Cătălina Cristea Irina Seljoetina           | 1-6, 2-6          | details |
| 05.              | 1999-10-10 | WTA São Paulo       | gravel        | Florencia Labat         | Laura Montalvo Paola Suárez                 | 7-6, 5-7, 5-7     | details |
| 06.              | 2000-02-20 | WTA São Paulo       | gravel        | Florencia Labat         | Laura Montalvo Paola Suárez                 | 7-5, 4-6, 3-6     | details |
| 07.              | 2002-02-10 | WTA Parijs          | tapijt (i)    | Jelena Dementjeva       | Nathalie Dechy Meilen Tu                    | forfait           | details |
| 08.              | 2002-03-16 | WTA Indian Wells    | hardcourt     | Jelena Dementjeva       | Lisa Raymond Rennae Stubbs                  | 5-7, 0-6          | details |
| 09.              | 2002-07-28 | WTA Stanford        | hardcourt     | Conchita Martínez       | Lisa Raymond Rennae Stubbs                  | 1-6, 1-6          | details |
| 10.              | 2002-08-24 | WTA New Haven       | hardcourt     | Tathiana Garbin         | Daniela Hantuchová Arantxa Sánchez Vicario  | 3-6, 6-1, 5-7     | details |
| 11.              | 2002-09-08 | US Open             | hardcourt     | Jelena Dementjeva       | Virginia Ruano Pascual Paola Suárez         | 2-6, 1-6          | details |
| 12.              | 2002-09-29 | WTA Leipzig         | tapijt (i)    | Paola Suárez            | Alexandra Stevenson Serena Williams         | 3-6, 5-7          | details |
| 13.              | 2003-04-13 | WTA Charleston      | gravel        | Conchita Martínez       | Virginia Ruano Pascual Paola Suárez         | 0-6, 3-6          | details |
| 14.              | 2004-03-05 | WTA Doha            | hardcourt     | Conchita Martínez       | Svetlana Koeznetsova Jelena Lichovtseva     | 6-7, 2-6          | details |
| 15.              | 2004-05-09 | WTA Berlijn         | gravel        | Conchita Martínez       | Nadja Petrova Meghann Shaughnessy           | 2-6, 6-2, 1-6     | details |
| 16.              | 2008-05-18 | WTA Rome            | gravel        | Iveta Benešová          | Chan Yung-jan Chuang Chia-jung              | 6-7, 3-6          | details |
| 17.              | 2013-03-03 | WTA Kuala Lumpur    | hardcourt     | Zhang Shuai             | Shuko Aoyama Chang Kai-chen                 | 7-6, 6-7, [12-14] | details |
| 18.              | 2013-08-04 | WTA Carlsbad        | hardcourt     | Chan Hao-ching          | Raquel Kops-Jones Abigail Spears            | 4-6, 1-6          | details |

## Resultaten grandslamtoernooien
| Legenda | Legenda                          |
| ------- | -------------------------------- |
| g.t.    | geen toernooi gehouden           |
| l.c.    | lagere categorie                 |
| –       | niet deelgenomen                 |
| G       | uitgeschakeld in de groepsfase   |
| 1R      | uitgeschakeld in de eerste ronde |
| 2R      | uitgeschakeld in de tweede ronde |
| 3R      | uitgeschakeld in de derde ronde  |
| 4R      | uitgeschakeld in de vierde ronde |
| KF      | uitgeschakeld in de kwartfinale  |
| HF      | uitgeschakeld in de halve finale |
| F       | de finale verloren               |
| W       | het toernooi gewonnen            |
| w-v     | winst/verlies-balans             |

### Enkelspel
| Australian Open | 1R | 1R | 1R | 2R | 2R | 4R | 2R |
| Roland Garros   | –  | 1R | –  | 1R | 3R | 3R | 1R |
| Wimbledon       | 1R | 1R | –  | –  | 1R | 1R | 1R |
| US Open         | 1R | 1R | –  | –  | 2R | 2R | 1R |

### Vrouwendubbelspel
| Australian Open | –  | 1R | –  | –  | 1R | –  | 1R | 2R | 1R | 2R | KF | 2R | –  | 1R | KF | –  | –  | 1R | 1R | –  | 1R |
| Roland Garros   | –  | –  | 2R | –  | 1R | 2R | 2R | 1R | 2R | KF | KF | 3R | 3R | KF | 1R | 1R | 2R | 3R | 2R | 3R | –  |
| Wimbledon       | –  | –  | –  | –  | 1R | 1R | 1R | 3R | 1R | KF | 3R | 3R | 2R | 3R | 2R | 1R | 1R | 1R | 1R | 1R | –  |
| US Open         | 1R | 2R | –  | 1R | 1R | –  | 3R | 2R | F  | KF | KF | 1R | 3R | 2R | 3R | 1R | 2R | 1R | 2R | 1R | –  |

### Gemengd dubbelspel
| Australian Open | –  | –  | –  | –  | KF | 1R | 2R | 2R | 1R | 2R | –  | –  | –  | –  | –  | 5-5  |
| Roland Garros   | –  | 1R | 2R | HF | –  | 1R | 1R | 1R | 2R | KF | –  | –  | –  | 1R | –  | 6-9  |
| Wimbledon       | 1R | –  | 2R | 1R | 1R | 2R | 3R | 3R | 1R | 1R | –  | 1R | 2R | 2R | 2R | 6-13 |
| US Open         | –  | 1R | 2R | 1R | 1R | HF | 1R | 1R | 1R | 1R | 1R | –  | 2R | –  | –  | 5-11 |